# ایج
شهر باستانی ایج در (جنوب شرق استان فارس) و در فاصله ۲۱۰ کیلومتری شیراز است. این شهر از شمال به شهر استهبان از شرق به شهر نیریز از غرب به شهرستان فسا و از جنوب به شهرستان داراب منتهی می‌شود.
آثار متعدد و ارزشمندی از دوره‌های مختلف تاریخ دراین شهر وجود دارد:
۱. اشکفت کوه قلتان متعلق به دوره فرا پارینه سنگی واقع در ۵۰۰ متری ظلع شرقی در مسیر جاده درب امامزاده و منطقه نوداب که دهانه این اشکفت به شکل مثلث گونه و به سمت طلوع آفتاب است. اشکفت کوه قلتان ایج ثبت آثار ملی است.
1. تخت بهمن ایج که بر فراز قله کوه قلتان آثار آن باقیست و مشرف به شهر کنونی ایج است
2. حوضچه یا سرداب کتیبه دار کوه قلتان متعلق به دوره اسلامی که در بیست متری دره جنوبی تخت بهمن واقع است
3. چهار طاقی بندره (بدره) مربوط به دوره ساسانی واقعدر سه کیلومتری شهر باستانی ایج در مسیر جاده استهبان
4. طاق و ایوان (مسجد سنگی) مربوط به دوره ساسانی که در دوره اسلامی با الحاق یک محراب و کتیبه تغییر کاربری می‌دهد در مجاورت چهار طاقی بدره قراردارد.

۶. قلعه دارالامان مربوط به قرن چهارم الی قرن هفتم هجری که قلمرو حکومت کردهای شبانکاره بوده. این قلعه که به دستور محمود شبانکاره ساخته می‌شود از امنیت فراوان و نفوذ ناپذیر بوده است که پس از حکمرانی بیش از بیست حاکم بطول سیصد سال سرانجام در سال ۷۵۶ قمری توسط محمود مظفری فتح می‌شود. ساختار قلعه از گچ و سنگ و ساروج بوده و مساحت کلی آن حدود ۲۰۰هکتار تخمین زده شده است.
1. چهل برکه و آب انبار تاریخی شهرایج مربوط به قرن چهارم و پنجم هجری که در سینه کوه (گودبنگو) ودر مجاورت قلعه دارالامان بوده که با مهندسی خاص و شگفت‌انگیزی آب به آن هدایت می‌شده است. این اثر از بی‌نظیرترین آثار تاریخی محسوب می‌شود و ثبت آثار ملی است
2. قلعه دختر واقع در سه کیلومتری جنوب شهر ایج در مسیر جادهٔ جدید ایج به داراب که در نوع خود شگفت‌انگیز و حیرت‌آور است.
3. از جاذبه‌های تفریحی شهر ایج نیز می‌توان چشمه‌های تنگ براق. باغات انار منطقهٔ (بنو) باغات منطقه نوداب. سرچشمه هشیرود رودبال ایج و… نام برد

## جمعیت
جمعیت این شهر بر اساس آخرین سرشماری عمومی نفوس و مسکن سال ۹۵ برابر ۶٬۲۳۶ تن بوده است.
(فهرست شهرهای استان فارس)

## سابقه تاریخی و تمدنی
نام این شهر در اصل ایگ بوده است که در فارسی باستان معادل قلعه و بارو می‌باشد. علامه دهخدا در خصوص ایگ به نقل از فارسنامه ناصری آورده است:
... ایجدر اصل ایگ بود بعد از تصرف اعراب او را ایج گفتند. درقدیم شهری معتبر بود و چندین صد سال پای تخت ملوک شبان کاره بود. میانهٔ مشرق و جنوب اصطهبانات به مسافت چهار فرسنگ است.
از لحاط تاریخ باستان نیز این منطقه دارای پیشینه تمدنی می‌باشد به‌طوری‌که در کاوش‌های باستان‌شناسی، سرستون‌هایی شبیه به تخت جمشید در حوالی این شهر یافته شده است.
در دوران پس از اسلام نیز این منطقه دارای فراز و نشیب‌های فراوان بوده است.
ایج پایتخت حکومت محلی شبانکاره بوده است به‌طوری‌که هم‌اکنون قلعه دارالامان مشهور می‌باشد و بقایایی این قلعه تاریخی شامل آب انبارهای مشهور به چهل برکه، دیوارهای سنگی و حوض‌های آب در قسمت شمال این شهر قابل مشاهده است.
دکتر جمشید صداقت‌کیش، استاد تاریخ‌نگار و پژوهشگر برگزیده کشوری دربارهٔ ایج می‌گوید:
کُردان شبانکاره بازماندگان ساسانیان در فارس بودهاند و ایالت شبانکاره شهرستان‌های امروزی استهبان، نیریز، داراب از سال ۴۴۸ هجری قمری به مدت ۳۰۸ سال با ۲۹ پادشاه، سلطنت می‌کنند و پایتخت آن‌ها شهر ایگ (در مجاورت ایج کنونی استهبان) بوده و آثار باستانی آن‌ها ۴۰ برکه و مسجد سنگی در کوه می‌باشد که این برکه‌ها از نظر معماری در جهان نمونه ندارند و مسجد سنگی در کوه مانند تاق بیستون در اندازه کوچکتر می‌باشد.».
در منابع کهن آمده است،
ایج به سبب دژ دارالامان در نزدیکی آن که در ۴۷۰ق به فرمان نظام‌الدین حسن بن ابراهیم از ملوک شبانکاره ساخته شد، به تدریج اهمیت یافت. این منطقه، طی چندین سده، مرکز حکومت ملوک شبانکاره بوده، و در حوادث تاریخی این دوره به ایج و دژ آن اشاره شده است؛ از جمله در ۶۵۸ق که مظفرالدین شبانکاره به قتل رسید و دژ ایج به سپاه مغولی تسلیم شد. همچنین شاه محمود فرزند امیر مبارزالدین (از سلسلة آل مظفر) در ۷۵۶ق، در زمان حکومت ملک اردشیر، واپسین ملوک شبانکاره، ایج و دژ آن را تصرف کرد.

## مفاخر
شهر ایج دارای مفاخر و مشاهیر زیادی است که در این بخش به معرفی آن‌ها می‌پردازیم:
- قاضی عضدالدین ایجی: علامه دهخدا در دانشنامه دهخدا آورده است[۷]

 عضدالدین ایجی. [ع َ ض ُ دُدْ دی ن ِ] (اِخ) عبدالرحمان بن احمد (مولانا…) دانشمند ایرانی قرن هشتم هجری. تولد او درقصبه ایج (فارس) پایتخت قدیم ولایت شبانکاره بود. واو به یک واسطه شاگرد ناصرالدین بیضاوی محسوب می‌شود. وی از جمله پنج تنی است که حافظ شیرازی [درباره وی] گوید: فارس در عهد شاه شیخ ابواسحاق اینجو به وجود آنان مزین بود. عضدالدین دارای مشرب تصوف بود و در حکمت و کلام و مذهب و اخلاق مهارت داشت..
- سلمان فارسی: محل تولد سلمان پارسی که یار و یاور پیامبر بود به گفته اکثر تاریخ شناسان در شهر ایج می‌باشد[نیازمند منبع]اما روایت دیگر روستای جی در اصفهان[۸]و بنابر روایاتی رامهرمز را محل تولد او می‌دانند.[۹]کتاب قاضی عضدالدین ایجی استادحافظ به قلم استادمحمدرضا آل ابراهیم تألیف شد. محمدرضا آل ابراهیم نویسنده و مؤلف و محقق اهل استهبان است.

نمایشنامه قاضی عضدالدین ایج ی به قلم محمدنظری نوشته واجرا شد.
محمدنظری شاعرو نویسنده ساکن شهرایج است. محمد نظری شاعر و نویسنده ساکن شهرتاریخی و فرهنگی ایج از توابع شهرستان استهبان دراستان فارس است.
محمد نظری نمایشنامه قاضی عضد که به زندگی متکلم قرن هشتم هجری می‌پردازد و چندین‌نمایشنامه و داستان و چند مجموعه شعردارد که غیراز نمایشنامه قاضی عضد سایر آثار چاپ و منتشر نشده است.
مجموعهٔ طنز میم به اضافه شکلات از کارهای اوست که چاپ داخلی شده است. محمدنظری صاحب چندین وبلاگ است که درحال حاضردرکانال ایج نگین استان فارس فعالیت دارد.
نمونه شعر
عزیز۲:
تورا طرزعجیبی دوست دارم
اگرچه می‌فریبی دوست دارم
مرادروسوسه انداخت سیبی
تورا که عین سیبی دوست دارم.
شهر ایج زادگاه استادباربدیزدانی یکی از هنرمندان بنام عرصه خوشنویسی و نقاشیخط کشور که هم‌اکنون مقیم تهران مدرس دانشگاه و مراکز فرهنگی هنری است نیز می‌باشد.
وی با برگزاری نمایشگاه‌های متعدد داخلی و خارجی و خلق آثاری منحصر بفرد در عرصه خوشنویسی و نقاشیخط یکی از استادان محبوب این عرصه در کشور به‌شمار می‌رود.
ازآثار او می‌توان به مجموعه‌های موازات جنون. حیات من. جوردیگر باید دید. نقطه مشق. گرداب و… اشاره کرد. ایج زادگاه هنرمندان دیگری چون احمدعلی نظری (خوشنویس) محمد کامران (خوشنویس) علی اکبر کامران (خوشنویس) غلامعلی نظری (خوشنویس) صفر بخشیان (طراحی و نقاشی) مهرداد محمدی نژاد (کارگردانی) ناصرجمالی (تئاتر و نویسندگی) حامد خطبایی (مجسمه) صمد بخشیان (شاعر) فاطمه یزدانی (عکاسی و نقاشی) حامد نظری (عکاسی) و گلرخ (زهرا) رستمی (تذهیب و نگارگری) یونس ظفرمند (بازیگری) احمد علی شعبانی (شاعر) و… می‌باشد.

## جاذبه‌های گردشگری و تفریحی

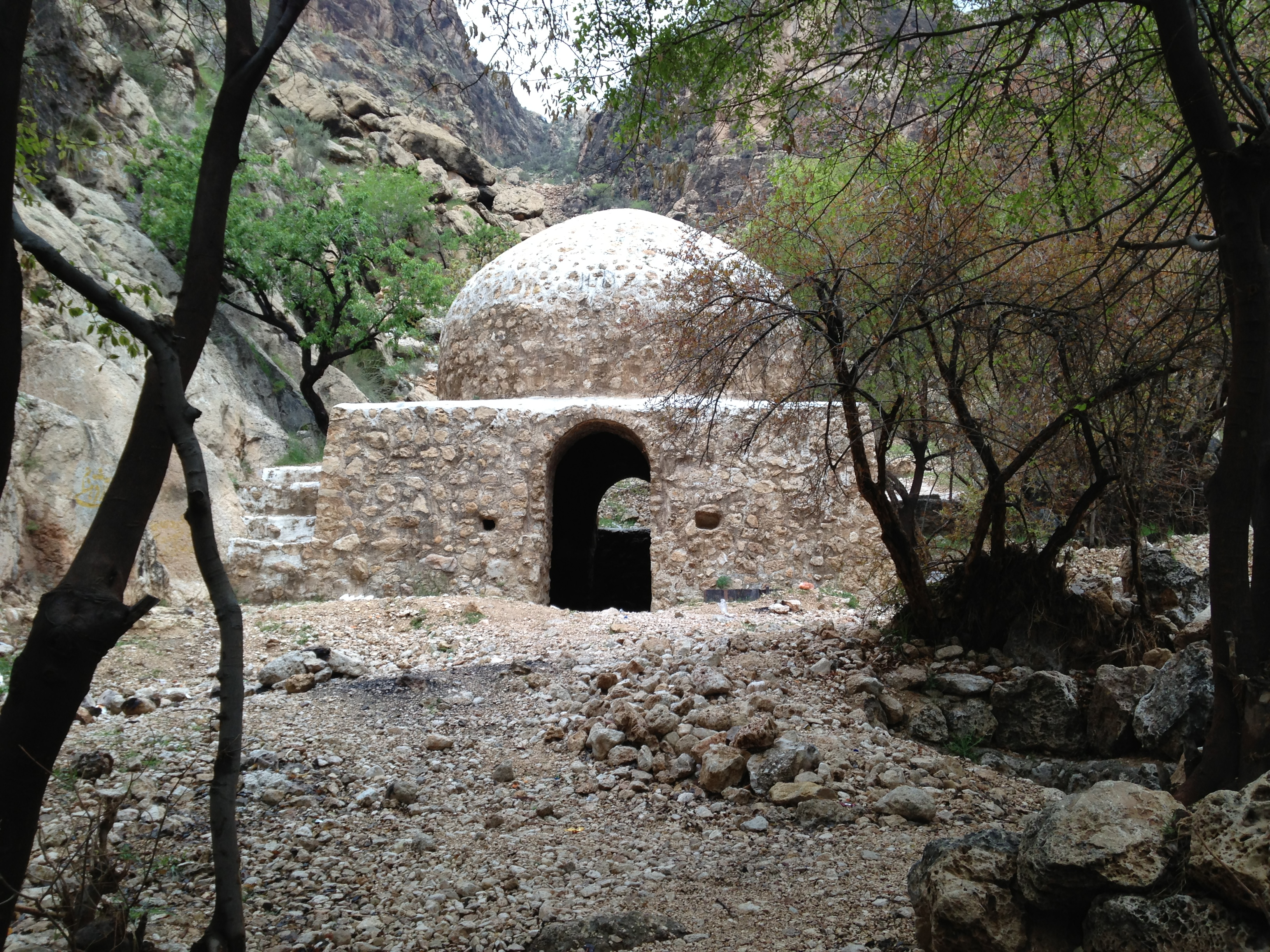
مسجد سنگی و چهارطاقی ایج

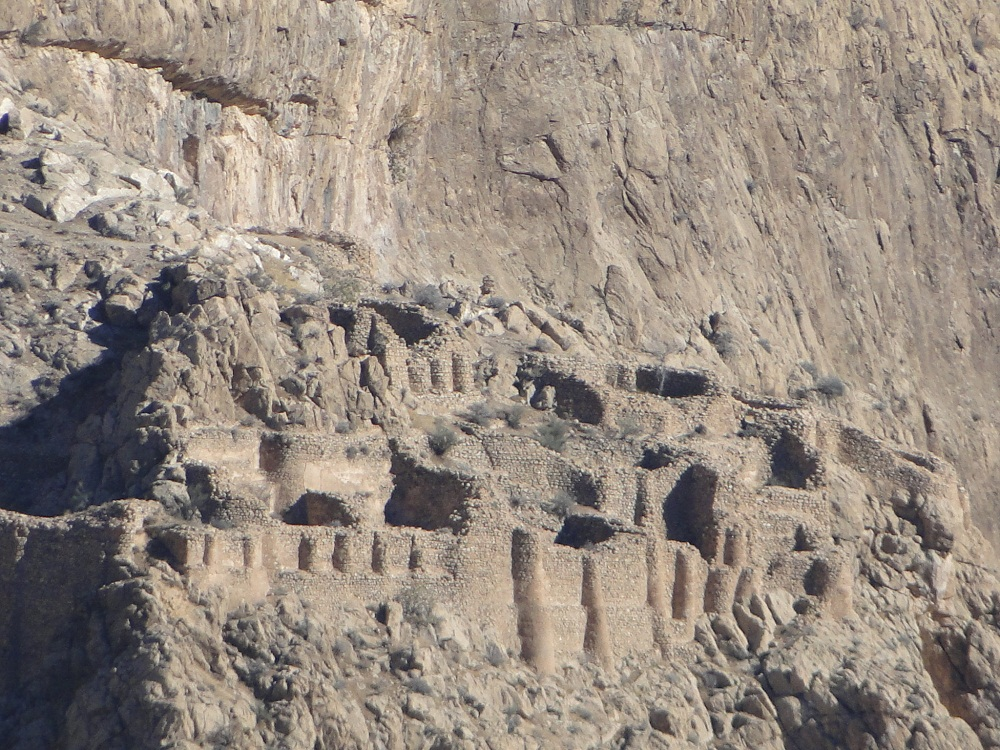
قلعه دارالامان و چهل برکه

شهر ایج بواسطه موقعیت جغرافیایی خود از جاذبه‌های گردشگری منحصربه‌فردی برخوردار است. در منابع کهن آمده است، ایج مرکز ناحیه دارابگرد ولایت فارس واقع در بخش معتدل آن بوده، و باغ‌ها و محصول میوه آن شهرت داشته است یا در فارسنامه ناصری از هوای این منطقه نامبرده شده و فارسنامه ابن البلخی در صفحه ۱۳۱ خود بر معتدل بودن هوای منطقه تأکید دارد.
جاذبه‌های طبیعی و گردشگری ایج به شرح ذیل می‌باشد:
- باغ گلشن: در شمال شهر ایج باغ‌های مرکبات که در فصول مختلف زیبایی خاصی به این شهر می‌بخشند، وجود دارد که به دلیل بخشیدن طراوت و شادابی به ایج، مجموعه باغ ذکر شده را گلشن می‌نامند.
- آسیاب گلشن: این آسیاب که توجه بسیاری از مردم منطقه، همچنین سازمان میراث فرهنگی را به خود جلب کرده است، به گفته اکثر اهالی و همچنین با استناد به روزنامه جنوب فارس، از آثار باستانی زمان قاجار به‌شمار می‌رود، لازم است ذکر شود این آسیاب همانگونه که از اسمش پیداست، مرتبط با مجموعه باغ گلشن می‌باشد.[۱۳]
- چشمه بندره: این چشمه در بخش شمالی منطقه واقع شده است. کیفیت آب این چشمه بسیار بالا بوده و از دمای مناسبی برخوردار می‌باشد. از آب این چشمه مجموعه باغ‌هایی با محصولات انار، بادام و… به وجود آمده است که شهر را بسیار زیبا نموده است به‌طوری‌که مسافران و توریست‌ها هنگام ورود به شهر با منظره فرح‌انگیز و زیبایی روبرو می‌شوند.
- کوهستان پک: ارتفاعات درب امام زاده را این رشته کوه تشکیل داده است، در سال‌های دور با شکار در این منطقه برخورد نمی‌شد، اما بعد از بین رفتن پرندگان بومی و شاید نابودی نسل برخی پرندگان در این منطقه، اعلام شد که شکار در این کوهستان ممنوع می‌باشد.
- خانه گردشگری «مشهدی مصطفی شهبازی» : از مراکز دیدنی این شهر، خانه گردشگری «مشهدی مصطفی شهبازی» است که از افراد معتمد، خیر و پرهیزکار این شهر بوده است که از خانه‌های قدیمی که از اواخر دوره قاجارو اوایل دوره پهلوی پا بر جا مانده است در حال حاضر پذیرای گردشگران داخلی و خارجی است.

### مکان‌های دیگر گردشگری
- رودخانه رودبال
- کوهستان بش
- مسجد سنگی و چهارطاقی ایج
- مسجد سنگی در بن دره (بدره)
- قلعه دارالامان و چهل برکه
- چهل برکه
- تخت بهمن
- چشمه بن آب (بنو) کوهستان لایبیر و چشمه زیبای برامی

## آداب و رسوم
- سازه و نقاره

در گذشته معمولاً مراسم عقدوعروسی توسط ساز و نقاره شروع می‌شد و مورد توجه مردم قرار می‌گرفت و در حال حاضر از اقبال به آن تا حدی کاسته شده است.

## زیارتگاه‌ها
امام زاده‌ها و مکان‌های زیارتی چندی در شهر ایج وجود دارد که در زیر به تعدادی از آن‌ها اشاره می‌کنیم:
- امام زاده سید اولیا: با گذر از گردنه ایج و با ورود به شهر ایج، به امام زاده سید اولیا می‌رسیم. شهدای ایج در کنار این امام زاده به خاک سپرده شدند.
- امام زاده سید نور محمد: سید نور محمد پسر سید اولیا می‌باشد. این امام زاده در انتهای باغ‌های بن آب (بنو) قرار دارد.
- امام زاده اسماعیل: این امام زاده در روستای درب امام زاده در شهر ایج قرار دارد. به سبب قرار گرفتن چند خانوار در کنار امام زاده، نام روستا را درب امام زاده نهاده‌اند.
- امام زاده سلطان شهباز: امام زاده مذکور، در روستای دهویه و باغشاد شهر ایج قرار گرفته است و به سبب رودی که از کنار آن می‌گذرد، به منطقه‌ای گردشگری تبدیل شده است.

## محصولات کشاورزی
کشاورزی را می‌توان شغل دوم بیشتر مردم شهر ایج دانست.
از محصولات مهم ایج می‌توان به انار، انجیر، بادام و توت اشاره کرد که بیشتر باغ‌های این شهر را در بر می‌گیرد.
مرکباتی همچون انگور، زردآلو، هندوانه، طالبی، شلیل، گیلاس، گوجه سبز نیز در ایج عمل می‌آید.
در بخش زمین‌های زراعی نیز محصولاتی مانند ذرت، گندم و جو پرورش پیدا می‌کنند.
در فارسنامه ناصری دربارهٔ محصولات باغ‌های ایج آمده است: «هوایی در کمال اعتدال دارد که میوه‌های گرمسیری مانند گوجه، نارنج و سردسیری مانند شلیل، گیلاس را به نیکویی می‌پروراند. انار ایج [نه تنها] از تمام انارهای فارس، بلکه از انارهای ممالک ایران بهتر است.»